# Division IIA du Championnat du monde féminin de hockey sur glace 2018
Navigation
Division IIA 2017 Division IIA 2019
Le tournoi de la Division IIA du Championnat du monde féminin de hockey sur glace 2018 se déroule à Gangneung en Slovénie du 31 mars au 6 avril 2018.
| \| Localisation de Maribor en Slovénie \| Localisation de Maribor en Slovénie |
| Localisation de Maribor en Slovénie                                           |

## Format de la compétition
Le Championnat du monde féminin de hockey sur glace est un ensemble de plusieurs tournois regroupant les nations en fonction de leur niveau. Les meilleures équipes disputent le titre dans la Division Élite qui n'a pas eu lieu en 2018 en raison des Jeux olympiques.
Les autres divisions comptent 6 équipes (sauf le groupe de Qualification pour la Division IIB qui en compte 5). À chaque niveau, les équipes s’affrontent entre elles et, à l'issue de cette compétition, le premier est promu dans la division supérieure. En raison de l'élargissement à 10 équipes du groupe élite, il n'y a aucune relégation pour la seconde année consécutive .
Lors des phases de poule, les points sont attribués ainsi :
- 3 points pour une victoire dans le temps réglementaire ;
- 2 points pour une victoire en prolongation ou aux tirs de fusillade ;
- 1 point pour une défaite en prolongation ou aux tirs de fusillade ;
- 0 point pour une défaite dans le temps réglementaire.

## Arbitres
La fédération internationale a désigné 11 officiels pour cette compétition.
| Arbitres                                                                | Juges de ligne |
| ----------------------------------------------------------------------- | --- |
| - Darja Abrosimova - Kaylen Erchul - Anniina Nurmi - Ulrike Winklmayr   | \| - Liv Andersson - Jennifer Berezowski - Zita Gebora - Catherine Goutama \| - Anastasiia Kurashova - Milla Ronkainen - Wang Hui \| |
| - Liv Andersson - Jennifer Berezowski - Zita Gebora - Catherine Goutama | - Anastasiia Kurashova - Milla Ronkainen - Wang Hui                                                                                  |

## Classement
Pour les significations des abréviations, voir statistiques du hockey sur glace.
| Clt   | Équipe          | PJ | V | VP | D | DP | BP | BC | Diff | Pts |
| ----- | --------------- | -- | - | -- | - | -- | -- | -- | ---- | --- |
| +001, | Pays-Bas        | 5  | 5 | 0  | 0 | 0  | 24 | 3  | +21  | 15  |
| +002, | Grande-Bretagne | 5  | 4 | 0  | 1 | 0  | 17 | 7  | +10  | 12  |
| +003, | Corée du Nord   | 5  | 3 | 0  | 2 | 0  | 14 | 15 | -1   | 6   |
| +004, | Australie       | 5  | 2 | 0  | 3 | 0  | 10 | 17 | -7   | 6   |
| +005, | Slovénie        | 5  | 1 | 0  | 4 | 0  | 14 | 15 | -1   | 3   |
| +006, | Mexique (P)     | 5  | 0 | 0  | 5 | 0  | 3  | 25 | -22  | 0   |

- Promu en Division IB en 2019
- Relégué en Division IIB en 2019[1],[2]

Nota : Pour le classement, sont pris en compte le nombre de points, puis le nombre de points dans les face-à-face.

## Récompenses individuelles
Les 3 meilleures joueuses désignées par l'IIHF :
- Meilleure gardienne : Pia Dukaric (Slovénie)
- Meilleure défenseure : Kayleigh Hamers (Pays-Bas)
- Meilleure attaquante : Pia Pren (Slovénie)

La meilleure marqueuse : Julie Zwarthoed (Pays-Bas) (5 buts, 6 aides) 

## Statistiques individuelles
Pour les significations des abréviations, voir statistiques du hockey sur glace.
| Clt | Joueuse         | Équipe          | PJ | B | A | Pts | Pun | +/- |
| --- | --------------- | --------------- | -- | - | - | --- | --- | --- |
| 1   | Julie Zwarthoed | Pays-Bas        | 5  | 5 | 6 | 11  | 2   | +13 |
| 2   | Pia Pren        | Slovénie        | 5  | 2 | 9 | 11  | 2   | +5  |
| 3   | Sara Confidenti | Slovénie        | 5  | 6 | 4 | 10  | 4   | +5  |
| 4   | Savine Wielenga | Pays-Bas        | 5  | 4 | 6 | 10  | 2   | +11 |
| 5   | Kim Hyang-mi    | Corée du Sud    | 5  | 5 | 4 | 9   | 0   | +5  |
| 6   | Kim Un-hyang    | Corée du Sud    | 5  | 6 | 1 | 7   | 4   | +6  |
| 7   | Kayleigh Hamers | Pays-Bas        | 5  | 3 | 4 | 7   | 0   | +5  |
| 8   | Angela Taylor   | Grande-Bretagne | 5  | 4 | 2 | 6   | 4   | +4  |
| 9   | Zoe Barbier     | Pays-Bas        | 5  | 2 | 4 | 6   | 0   | +10 |
| 10  | Jong Su-hyon    | Corée du Sud    | 5  | 0 | 6 | 6   | 2   | +5  |

| Clt | Joueur           | Équipe          | PJ | Min          | BC | Moy  | %Arr  | Bl |
| --- | ---------------- | --------------- | -- | ------------ | -- | ---- | ----- | -- |
| 1   | Samantha Bolwell | Grande-Bretagne | 2  | 120 min 0 s  | 1  | 0,50 | 97,22 | 1  |
| 2   | Nadia Zijlstra   | Pays-Bas        | 3  | 180 min 0 s  | 1  | 0,33 | 97,14 | 2  |
| 3   | Pia Dukarič      | Slovénie        | 5  | 299 min 45 s | 15 | 3,00 | 93,21 | 1  |
| 4   | Lisa Daams       | Pays-Bas        | 2  | 120 min 0 s  | 2  | 1,00 | 91,30 | 1  |
| 5   | Nicole Jackson   | Grande-Bretagne | 3  | 180 min 0 s  | 6  | 2,00 | 89,66 | 0  |

Pour les significations des abréviations, voir statistiques du hockey sur glace.
Nota : seules sont classées les gardiennes ayant joué au minimum 40 % du temps de jeu de leur équipe.